# Деяния Петра Великого
«Деяния Петра Великого, мудрого преобразителя России, собранные из достоверных источников и расположенные по годам» (рус. дореф. Дѣянiя Петра Великаго, мудраго преобразителя Россiи, собранныя изъ достовѣрныхъ источниковъ и расположенныя по годамъ) — исторический труд И. И. Голикова.

## Содержание
События Петровской эпохи в этом труде изложены в хронологическом порядке, особое внимание уделяется военным событиям, преобразованиям в армии, строительству флота и крепостей, освещаются реформы в экономике, политическая борьба, культурные новшества.
В основе лежат как народные предания, так и архивы Академии наук и Иностранной коллегии, письма и воспоминания сподвижников и приближённых Петра. Автор использовал данные без проверки фактов с частыми ошибками. Чувство восторга и беспредельного благоговения к Петру I, наивное преклонение перед своим «ироем» лишило автор возможности критически разобраться в источниках.

## Издания
Первое 12-томное издание вышло в свет в 1788—1789 годах.
Успех книги, быстро разошедшейся, побудил автора выпустить в 1790—1797 годах 18 томов «Дополнений».
Второе компактное издание материалов (М., 1837—1843) удобнее первого благодаря общему указателю, но считается менее полным.

## Значение
Для своего времени «Деяния» имели значение как первый старательный свод фактов и попытка систематизировать их.
На «Деяниях» воспиталось не одно поколение российских читателей, и тот ореол необычайного, лишенного корней в прошедшем, которым до половины XIX века была окружена деятельность Петра Великого, был создан в значительной степени работой автора. Судя по мемуарам М. А. Дмитриева, «Деяния…» имелись в библиотеках всякого образованного россиянина, являясь принадлежностью культурного обихода практически всех помещичьих семейств, мало-мальски заинтересованных в чтении, наряду с «Телемаком» и «Древней российской вивлиофикой».
До трудов Н. Г. Устрялова и С. М. Соловьева, вообще до обнародования новых данных о Петровской эпохе при императоре Александре II труд Голикова служил единственно серьёзным источником для всех историков Петровского правления.
Александр Пушкин использовал «Деяния» как историческую основу для своей поэмы «Полтава».